# Tren gravitacional

Un tren gravitacional.

Un tren gravitacional es un muy hipotético medio de transporte que conecta dos puntos de una esfera (por ejemplo un planeta), recorriendo subterráneamente un túnel rectilíneo.
En un cuerpo de las dimensiones de un planeta tal tren podría ser acelerado usando solo la fuerza de gravedad es decir "cayendo", dado que durante la primera mitad del viaje desde el punto de partida hasta el centro exacto de la cuerda la gravedad lo impulsaría y aceleraría hasta el punto de menor altura respecto al centro de gravedad. Durante la otra mitad del trayecto , la misma aceleración por inercia adquiere un sentido inverso o de "subida" hasta llegar al otro punto superficial, punto de llegada en donde la velocidad se vuelve nula.
En lo concreto dos causas principales impiden la existencia de tales "trenes": el recorrido perforaría la corteza terrestre atravesando zonas con inmensas presiones y temperaturas (si fuera por el centro del planeta Tierra, más de 5.000 °C) o zonas magmáticas. En segundo lugar la atracción gravitacional no sería aprovechable ya que el solo roce con el aire del túnel frenaría a tal tren, en ese caso la única difícil solución estaría en extraer todo fluido (gaseoso y líquido) del túnel, es decir dejando tan extenso túnel al vacío. Algunos suponen que este tipo de transporte sería practicable en planetas pequeños como la propia Luna terrestre.
En cierto modo el hipotético tren gravitacional sería como una versión extrema de una montaña rusa, con solo un trecho de descenso seguido por otro de ascenso, como en un oscilador armónico.

## Orígenes del concepto
En el siglo XVII el científico inglés Robert Hooke en una carta Isaac Newton expuso la idea de acelerar un objeto hacia el interior del globo terráqueo. Posteriormente se han presentado ocasionalmente muy hipotéticos proyectos.

## Consideraciones matemáticas
Un tren gravitacional tendría algunas interesantes características.
- Dado un planeta, todo tren gravitacional que viajara por su interior tendría el mismo tiempo de recorrido (independientemente de la posición de las estaciones de partida y de llegada): Para la Tierra el tiempo sería de unos 42 minutos y 12 segundos.
- Tal tiempo es función solo de la densidad del planeta y de la constante gravitacional.
- La velocidad máxima sería alcanzada en el punto medio de la trayectoria. Si pasara exactamente por el centro de la Tierra la velocidad máxima sería de 7.900 m/s, luego la velocidad se iría desacelerando hasta ser prácticamente nula en el punto de llegada.